# Abraham van Dijck
Abraham van Dijck (1635-1680)  est un peintre de l'âge d'or de la peinture néerlandaise.

## Biographie

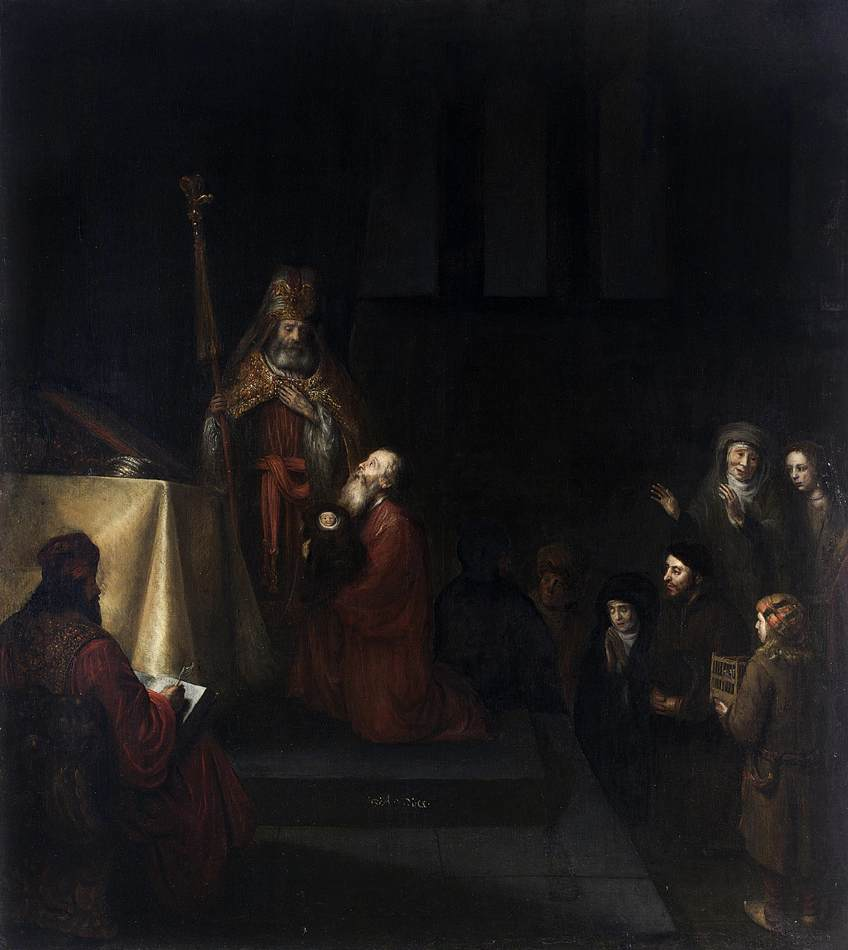
Présentation au temple (1655)

Abraham van Dijck est né à Amsterdam en 1635.
Il est un élève de Rembrandt, de qui il adopte le style des années 1650, tandis que ses premières œuvres datent de 1655 — la première connue étant Présentation au temple (1655, collection privée). Dans Benjamin et Judah (1655-1660, Art Institute of Chicago), on reconnaît le style des sujets religieux de Rembrandt.
Il a été actif à Alkmaar en 1659, puis à Amsterdam à partir de 1661 et jusqu'à 1667, où il s'établit définitivement à Dordrecht.
En plus de Rembrandt, son travail a été influencé par les œuvres de Gabriel Metsu, Caspar Netscher et Quirijn van Brekelenkam. Il a peint des scènes religieuses, des portraits, des paysages architecturaux, des scènes de marché, des scènes de genre et des natures mortes.
Abraham van Dijck meurt à Dordrecht en 1680 et est enterré le 27 août.

## Œuvres
Quelques-unes des œuvres peintes ou dessinées par Abraham van Dijck :
- Portrait de vieillard, huile sur toile, 120 x 93 cm, Gray (Haute-Saône), musée Baron-Martin.
- Saint Jérôme, 1670, huile sur toile, 73 x 84 cm. Collection privée.
- Jeune fille tenant une rose, vers 1650, huile sur toile, 60,3 x 51,4 cm. Collection privée.
- Vieil homme assoupi, 1656, huile sur toile, 50,8 x 47 cm. Musée de Dordrecht,  Pays-Bas.
- Vieille femme avec un livre, vers 1660, huile sur toile, 37,5 x 36,5 cm. Musée des Beaux-Arts de Leipzig, Allemagne.
- Garçon jouant de la flûte à bec, vers 1655, huile sur toile, 92,8 x 74,3 cm . Collection privée.

## Galerie

Quelques œuvres de Abraham van Dijck, dont celles mentionnées ci-dessus
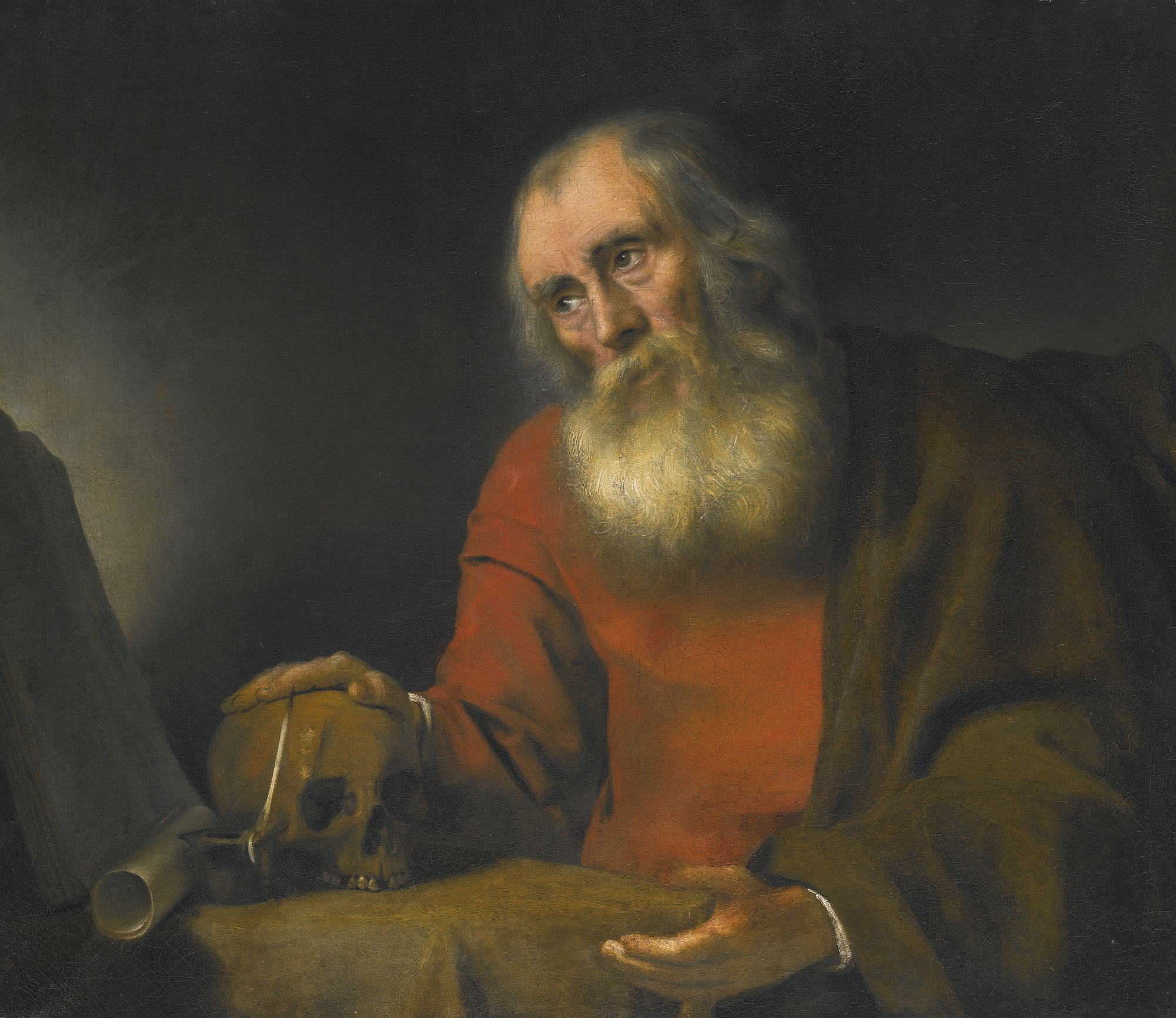
Abraham van Dijck . Saint Jérôme, 1670, huile sur toile, 73 x 84 cm. Collection privée.
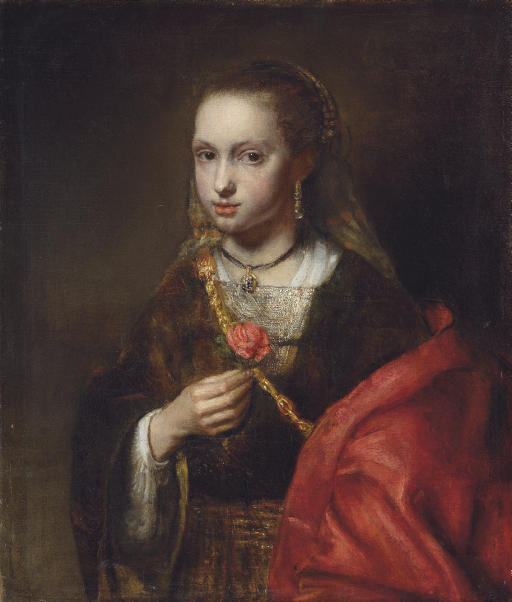
Abraham van Dijck Jeune fille tenant une rose, vers 1650, huile sur toile, 60,3 x 51,4 cm. Collection privée.
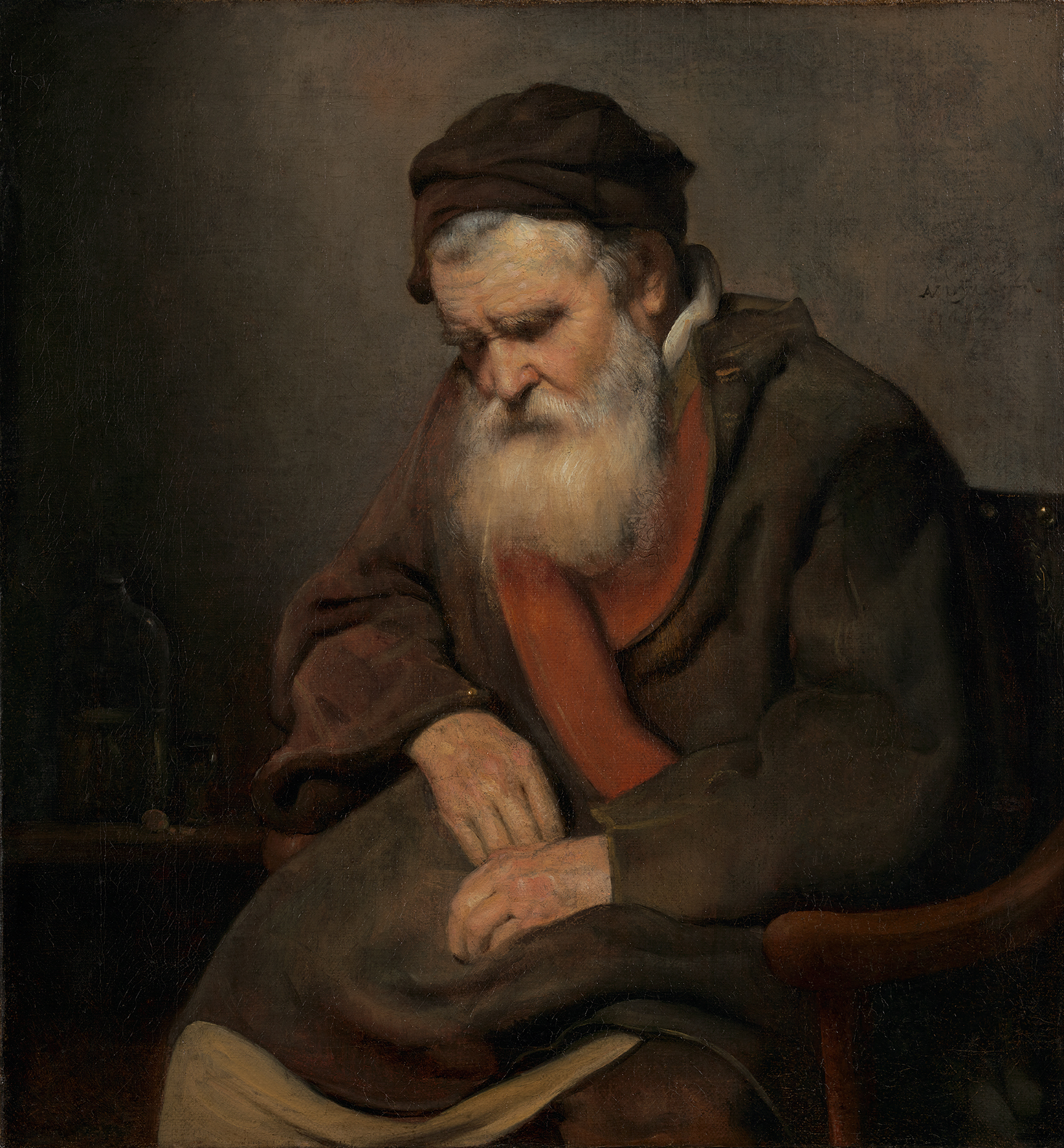
Abraham van Dijck. Vieil homme assoupi, vers 1656, huile sur toile, 50,8 x 47 cm. Musée de Dordrecht,  Pays-Bas.
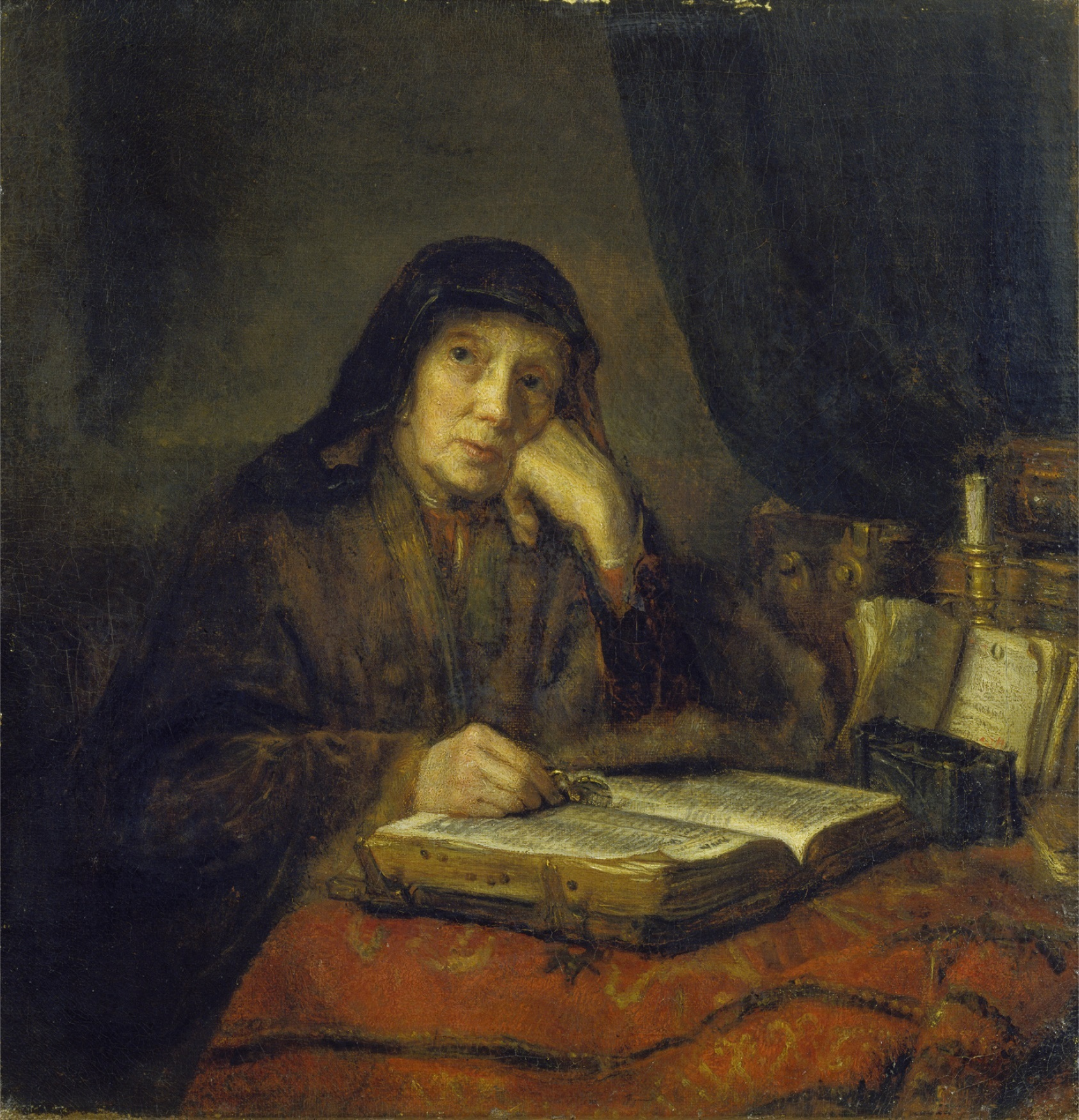
Abraham van Dijck Vieille femme avec un livre, vers 1660, huile sur toile, 37,5 x 36,5 cm. Musée des Beaux-Arts de Leipzig, Allemagne.
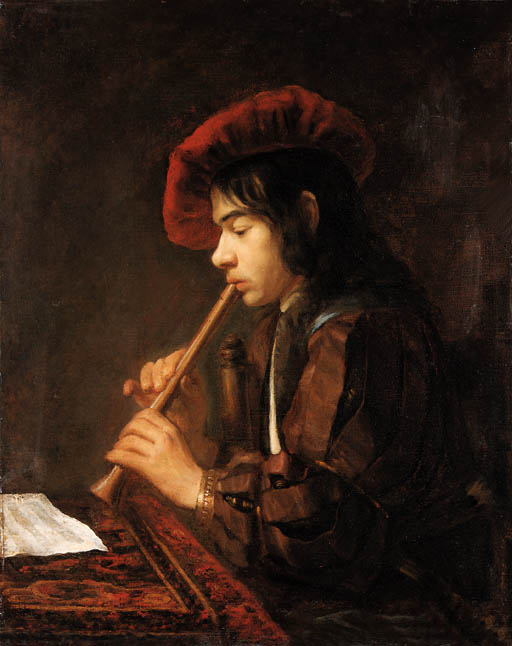
Abraham van Dyck. Garçon jouant de la flûte à bec, vers 1655, huile sur toile, 92,8 x 74,3 cm . Collection privée.